# Declive del periódico

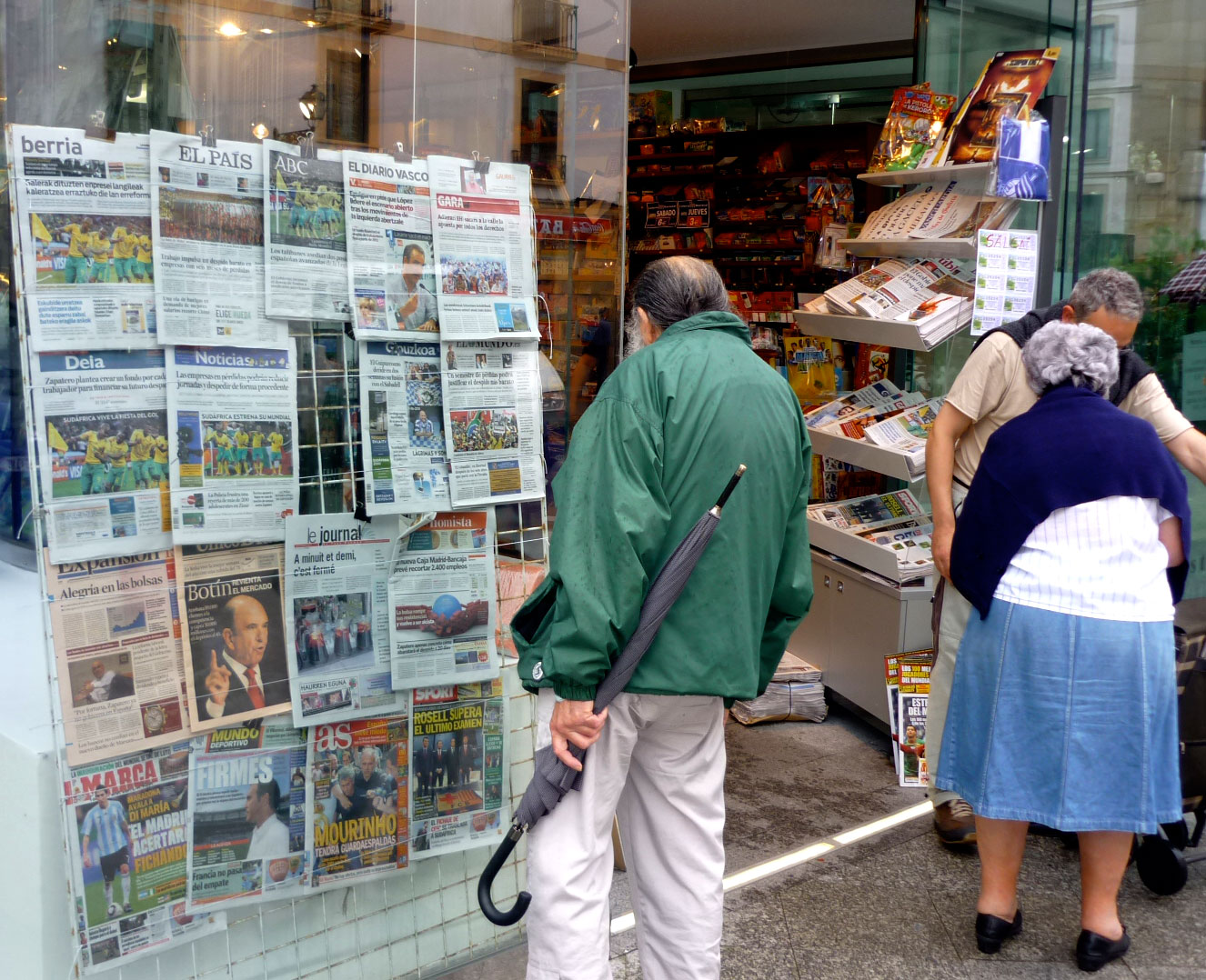
Periódicos de papel a la venta en San Sebastián (Donostia), España

El declive del periódico es un fenómeno a nivel mundial que se refiere a la caída en la circulación y ventas de ejemplares en papel de los periódicos y también de los impresos de la prensa escrita en general, como las revistas. Esto se ha ido suscitando en la mayoría de los países del mundo y no se atribuye a una sola razón, aunque sí se le relaciona directamente como una de las consecuencias de la revolución digital, mayormente con la masificación de las redes sociales en Internet, quienes juegan un rol protagónico en la difusión de la información durante el siglo XXI, aportando también una distribución más amplia del contenido dentro de la denominada sociedad de la información.

## Razones
La industria de los periódicos ha sido cíclica durante su historia, obedeciendo a diferentes momentos dentro de un país, como la situación financiera, la paz y estabilidad política. Con la masificación de la radio a comienzos del siglo XX, al existir una nueva alternativa de información que dio a la audiencia una mayor elegibilidad de medios de comunicación, la prensa escrita tuvo una baja en la circulación de ejemplares, pero logró coexistir sin mayores dificultades. Misma situación a partir de los años 1950 con la aparición de la televisión como un medio informativo, no logró derribar la alta circulación de periódicos en el mundo. Con la aparición de Internet y la masificación de uso, trajo consigo una serie de cambios en cómo las personas acceden a la información. Uno de los impactos directos en la venta de periódicos fue la caída del uso de los anuncios clasificados impresos por sobre sitios web especializados a esos requerimientos, donde demostraron ser más eficientes, por ejemplo, en dar de baja los avisos de compraventa en caso de concretarse la transacción. Ya en algunos países a comienzos de los años 2000 se reportaban drásticas caídas en las ventas e incluso cierres de periódicos dedicados exclusivamente a este rubro.
Otras razones se le atribuyen a asociar a los propietarios de los periódicos de más alta circulación con el grupo dominante de un país en particular, conocido con el anglicismo de establishment, lo que puede producir sentimientos de desconfianza y recelo por parte de sectores opositores a sus gobiernos, activistas en favor de la libertad de prensa, antimonopolistas contra el control de medios y a favor del pluralismo editorial, lo que a su vez también se encuentra directamente relacionado con la concentración de la propiedad de los medios de comunicación, sean estos controlados por el gobierno o privados.

## Estrategias para mantenerse activos

### Digitalización
En muchos casos, empresas de periódicos han suspendido la circulación de los periódicos de papel y se han transformado completamente en periódicos digitales, argumentando principalmente razones económicas, aunque también medioambientales, como los impactos del papel en este aspecto. Mientras algunos periódicos digitales se mantienen gratutitos para sus lectores, otros mediante los "muros de pago", limitan o restringen su contenido publicado a un registro con suscripción, donde los usuarios pueden pagar por una suscripción por un plazo determinado (mensual, trimestral, semestral, anual, etc). Hay periódicos que permiten un número de artículos gratuitos por mes, previo registro, manteniendo así una audiencia cautiva.
Como parte de este proceso de digitalización, los periódicos han tenido que trasladarse también a las redes sociales en Internet, crearse páginas o cuentas de usuario allí y adaptar sus formatos para que sean leídos en esas plataformas. Por ejemplo, el titular de una noticia es subido como una previsualización de una dirección url en Facebook, a modo de imagen para Instagram o como un tuit para Twitter, añadiendo  también en ambos casos una dirección url para acceder al artículo completo en el sitio web del medio.

### Gratuidad para lectores
Estudios sobre medios de comunicación han demostrado que los lectores de noticias están cada vez menos dispuestos a tener que pagar por recibir información. Esto también ha tenido un impacto en los periódicos, quienes en algunos casos han tenido que reducir considerablemente sus precios de venta por ejemplar y suscripciones, así como también volverse periódicos de distribución gratuita, asegurando de esta manera un mayor número de lectores, aunque en la mayoría de los casos para solventar los gastos, los periódicos contienen mayor publicidad que en un periódico de pago. No obstante, también ha quedado demostrado que los lectores están dispuestos a pagar por un ejemplar o una suscripción a cambio de no recibir publicidad o muy poca.

### Especialización
Por contraparte a la situación de la prensa generalista, los lectores han demostrado un mayor interés en leer y pagar por suscripciones a medios especializados en temas concretos, valorando así la labor periodística que hay detrás de las publicaciones, con información mucho más detallada y una mayor cobertura de un tema en particular.

### Referentes contra bulos y desinformación
Las difusión de contenido impreciso, falseado o deliberadamente malintencionado por las redes sociales virtuales trajo consigo la aparición de conceptos como la desinformación y bulos en Internet, como las noticias falsas. Los medios de prensa de todo tipo han apelado a su propia historia, tradición, prestigio o reputación para considerarse como medios legítimos para acceder a la información veraz y con un periodismo confiable.

## Consecuencias
La drástica disminución de lectores de periódicos de noticias ha traído consigo una serie de repercusiones, las cuales han sido objeto de estudio y análisis sobre todo en asuntos de vinculación de los ciudadanos en la política, donde en algunos casos se ha podido correlacionar con la baja en la participación y vinculación en la participación ciudadana en las democracias, particularmente con el cierre de periódicos locales. Del mismo modo se ha podido establecer que los climas de polarización en la política son favorecidos con menores lectores de prensa local, regional y nacional de un país determinado.
Otra problemática es la aparición de desiertos noticiosos, grupos o comunidades que quedan sin difusión ni cobertura periodística.